# ČKD Hradec Králové
ČKD Hradec Králové byla strojírenská firma, která vyráběla zejména naftové motory. Její areál v dnešní Náchodské ulici byl budován od roku 1941. Firma nesla během své existence řadu jmen: LGK Göringwerke, a. s. Hradec Králové, Plotiště (původně Škodawerke Plzeň) (1941–1944); Škoda (Škodovy závody) Praha, n. p. Praha, závod Plotiště (1945–1953); Strojírny Plotiště (1954–1958); Československé závody naftových motorů, n. p. Praha, závod Plotiště (1958–1965); ČKD Praha, oborový podnik, závod Hradec Králové (1965–1990); ČKD Praha, kombinát, závod Hradec Králové, Plotiště (1989–1990).

## Historie

### Slévárna lehkých kovů Plotiště nad Labem
V letech 1937–1938 se rozhodlo o rozšíření královéhradecké pobočky Škodových závodů a výstavbě nových provozů v Plotištích nad Labem, protože v Kuklenách rozšířit tovární areál již nešlo. Počátek 2. světové války však znamenal změnu orientace na válečnou výrobu v rámci koncernu Reichswerke Hermann Göring, jehož součástí se Škodovka stala.
V letech 1941–1943 byla vybudována nová slévárna, jež pod názvem LGK Zaunfeld dodávala odlitky z lehkých kovů pro stavbu víceúčelových bojových letounů Junkers Ju 88, které byly původně navrženy jako rychlé střemhlavé bombardéry bez obranné výzbroje. Projekt závodu zpracoval karlovarský architekt Adolf Merettich, stavbu provedla Konstruktiva AG Prag. Výrobní kapacita byla německými okupanty stanovena na 200 tun siluminu a 100 tun elektronu ročně. Vedení firmy i většina úřednictva byla německé národnosti, dělnictvo bylo naopak české. Provoz v ní byl zahájen 4. června 1943.

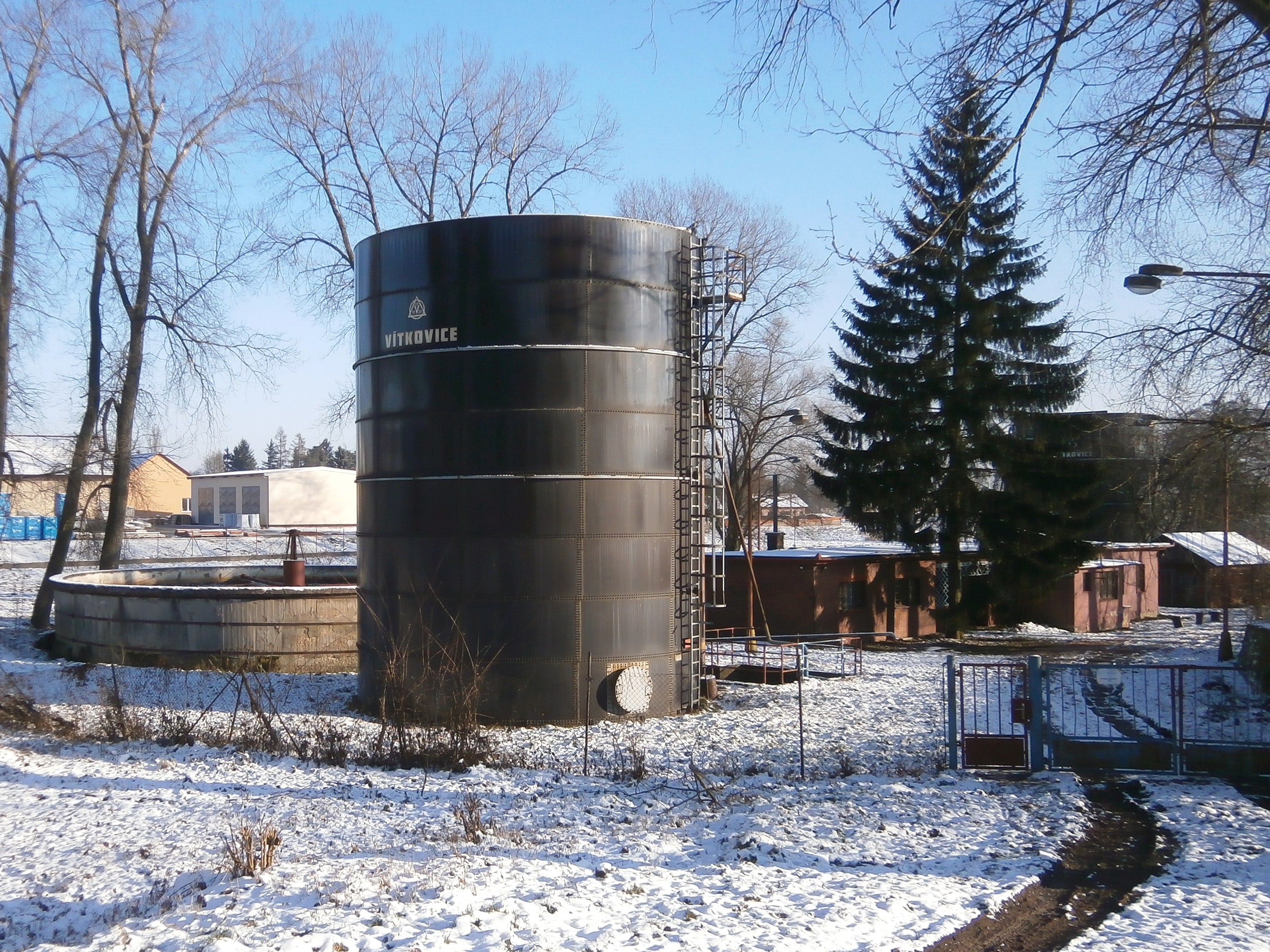
Čistírna odpadních vod ČKD

Areál se tehdy skládal ze slévárny siluminu (parcela 885) a apretury, tj. konečné úpravy odlitků (872/1), slévárny elektronu (884) s apreturou (875), kompletační dílny (895), vodárny (893), kotelny (886) a dalších menších objektů, z nichž řada již neexistuje. Většina dochovaných budov má cihlami vyzdívané montované ocelové a železobetonové skelety. Navíc v bývalé Součkově cihelně, která se nachází nedaleko závodu, byly v letech 1943–1944 zbudovány protiletecké kryty na ochranu německého úřednictva. Po skončení války byla většina zařízení odvezena do Plzně a zbytek do hradecké pobočky, pod kterou slévárna přešla.

### Škodovy závody
Po 2. světové válce byl plotišťský závod znárodněn a hned v roce 1945 připojen pod Škodovy závody, načež začal vyrábět mostní konstrukce. V roce 1945 došlo ke zrušení německého společného závodního požárního útvaru ČKD a Škoda Hradec Králové. Od roku 1953 byl hlavním výrobním programem vývoj a výroba naftových motorů, včetně slévárenské výroby odlitků ze šedých i hořčíkových slitin, přičemž se začínalo s motory o vrtání 140 a 160 mm. Už v prvním roce bylo vyrobeno 20 těchto motorů a následně byly do celého světa expedovány tisíce motorů různých typů a provedení, nejdříve pod obchodní značkou ŠKODA a SLAVIA (např. v roce 1956 vyvinuty prototypy 6L 160 B a 6L 275 B, které se začaly následujícího roku sériově vyrábět) a od roku 1973 pod obchodní značkou ČKD:
„Náš největší dieselmotor do posledních zkoušek
HRADEC KRÁLOVÉ 11. srpna (pac) – V Čs. závodech naftových motorů, Hradec Králové-Plotiště, je celozávodní dovolená. Avšak ve vývojové dílně a zkušebně je rušno. Zůstalo zde několik montérů a vývojových pracovníků s konstruktéry. Jejich zájem je soustředěn na obrovský kolos – zcela nový typ lodního naftového motoru československé konstrukce Škoda 525. Jeho výkon 2500 koní znamená, že jde o největší dieselmotor u nás dosud vyrobený.
Motor byl k prvním zkouškám spuštěn o 14 dní dříve. Potom byly zkoušky přerušeny, na řadu přišly prohlídky mechanismů a odstraňování zjištěných nedostatků. V úterý se obrátky motoru rozjely znova, tentokrát k ověřovací zkoušce.“
1. listopadu 1958 byla uvedena do zkušebního provozu moderní slévárna hořčíkových slitin, kterou postavil n. p. Pozemní stavby v Hradci Králové. Její stavba si vyžádala několik desítek milionů korun a trvala necelé tři roky. Do roku 1966 vstoupil závod jako držitel Rudého praporu vlády a Ústřední rady odborů. Významnou událostí se stalo i ustavení závodního požárního útvaru v roce 1966. Došlo také k rozjetí boje na snížení zmetkovitosti.

### ČKD
Roku 1974 se v továrně uskutečnila několikaměsíční praxe patnáctičlenné kubánské skupiny, která se měla naučit obsluze, seřizování a opravě královéhradeckých výrobků. V roce 1976 byl závod dovybaven zařízeními z oboru formovací techniky Shalco U 190. Téhož roku bylo vyrobeno 18 nových naftových motorů nového typu 310 pro Sovětský svaz, kde se osvědčily. To však nestačilo, protože požadavky odběratelů se zvyšovaly. Zaměřovalo se tak na využití rezerv v technologickém postupu, na inovaci části výrobního parku, vyřešení vnitrocechové dopravy, zvyšování kvalifikace dělníků druhou odborností. Vše muselo být v zájmu zvyšování produktivity, efektivnosti a racionalizace veškeré práce v závodě. Samozřejmostí byly také prodloužené a mimořádné nedělní směny.
O vyrobených lodních motorech z ČKD se zmiňuje i jeden z článků Rudého práva:
„Pětistý lodní motor
HRADEC KRÁLOVÉ 22. listopadu (Od našeho zpravodaje) – Pětistý lodní motor řady 8 DR o výkonu 1472 kW, vyrobený v závodě ČKD Hradec Králové-Plotiště, převzali v úterý odpoledne zástupci sovětských výrobců námořních lodí. Tato dlouhodobá zakázka – v ČKD nazývaná zakázkou století – představuje objem jedné a půl miliardy korun.
Na slavnostním mítinku čs.-sovětského přátelství poděkovali zástupci sovětských organizací pracujícím ČKD za vysokou kvalitu těchto naftových motorů, které jsou spolehlivou pohonnou jednotkou stovek sovětských námořních, převážně rybářských lodí.
Sovětský svaz, který je největším odběratelem produkce závodu i v dalších výrobcích, bude odebírat tyto stroje až do roku 1980, kdy je začne postupně nahrazovat nová řada motorů, charakteristická vysokými výkony a značně nižší váhou.“
V podniku se vyrábějí naftové motory o vrtání 275–525 mm a výkonech od 213 do 2575 kW. Stálá je snaha je vylepšovat a přitom něco ušetřit. Hledá se, kde jen může. Od 15. ledna 1979 nastupovali pracovníci slévárny č. 3 na třetí směnu, pro kterou si závod zajistil poměrný dostatek elektrické energie. A co bylo tímto dodatkovým zdrojem energie? Výkon dlouhodobě zkoušených vývojových naftových motorů, který byl předtím přehlížen a nevyužit. Trvalé místo měla v závodě socialistická soutěž. Tehdy zde mezi sebou soutěžilo 31 kolektivů brigád socialistické práce. Problémem závodu bylo obcházení nařízení, která se týkala péče o životní prostředí. Často byl kritizován či penalizován za zanedbání údržby instalovaného zařízení i za jiné prohřešky. Hned po požáru ČKD Naftové motory, závodu Wilhelma Piecka v Praze (19. července 1980) uvolnil plotišťský závod 1. října 1980 svoje prostory 45 zaměstnancům pražského provozu a převzal za něj výrobu naftových motorů řady 310. V blízkosti závodu byla v březnu 1982 otevřena samoobsluha s občerstvením, jež měla zlepšit nákupní podmínky zdejších zaměstnanců, zejména výraznou měrou ušetřit jejich čas při cestě z práce. Roku 1980 byl předán do užívání přístavek u skladu příjmu zboží. V přízemí budovy bylo sociální zařízení pro pracovníky příjmu zboží, v prvním poschodí byla umístěna administrativní část útvaru zásobování. O 2 roky později došlo k záměně svítiplynu na zemní plyn. V lednu 1984 začala za plného chodu rekonstrukce slévárny. Probíhaly však i další opravy, některé nebyly dokončeny, např. pískového hospodářství v slévárně těžkých odlitků I. V té době ČKD dodávalo do SSSR kromě lodních motorů také stacionární dieselmotory pro naftaře, plynaře a geology a drážní motory pro posunovací a rozřaďovací lokomotivy.
Od roku 1990 patřila společnost do holdingové skupiny ČKD PRAHA HOLDING a.s., která její provoz v roce 1996 převedla spolu s ČKD Hořovice do nově vzniklé ČKD Motory. DMA PLOTIŠTĚ, a.s. (bývalé ČKD Hradec Králové), ve které zůstaly závazky společnosti, byla pak vzápětí po svém založení v roce 1998 poslána do likvidace a o několik měsíců později se ocitla v konkursu.
Později ČKD Motory utlumily výrobu, neboť ztratily významná odbytiště zvláště v Rusku, Asii a Jižní Americe. V letech 2000–2001 však zaznamenaly oživení, ale na konci června 2002 se dostaly do konkursu poté, co zkrachovala jejich jednání o kapitálovém vstupu s indonéskou společností Kaltimex Energi. Navíc 15. srpna 2001 zachvátil rozsáhlý požár halu na kompresory. V roce 2002 byl zrušen HZSP ČKD Hradec Králové.

### Nástupci ČKD
Od roku 2003 ve výrobním programu pokračovala společnost BEZ MOTORY a.s., ale o dva roky později byl ukončen vývoj a následně i výroba motorů. V roce 2009 převzala servis a výrobu náhradních dílů pro vyrobené typy a řady motorů společnost BEZ MOTORY SERVICES s.r.o. Ta kromě toho zaměřuje svoji činnost zejména na zpracování návrhů generátorových soustrojí elektráren, pohonů, čerpadel apod., jejich montáž a zajišťování provozních i servisních služeb, včetně dodávek originálních náhradních dílů. Rovněž se zabývá přestavbami těžkých spalovacích motorů pro provoz na různá paliva.

### Budoucnost areálu
V rozsáhlém areálu bývalého ČKD začaly působit také další firmy, např. Brzdové automobilové kotouče či výrobce větrných elektráren Wikov Wind. Přesto výrobní haly ČKD byly několik posledních let prázdné a chátraly. To se však má změnit, protože společnost Finapra, majitel areálu, chce přilákat nové firmy a kvůli tomu zahájil projekt revitalizace areálu, který má na starosti Hradecká projekční a developerská kancelář s. r. o. (Ing. Arch. Radovan Hlubuček) a zahrnuje demolici většiny původních budov a výstavbu nových hal pro skladování a výrobu.